# 依克唐阿碑
依克唐阿碑，位于中国吉林省敦化市大石头镇哈尔巴岭村东北，为一个省级文物保护单位，类型为石刻，公布时间为1987年10月20日。该文物保护单位由敦化市文管所管理。
依克唐阿碑的历史年代为清代。